# Eccellenza Veneto 2023-2024
Il campionato italiano di calcio di Eccellenza regionale 2023-2024 è il trentatreesimo organizzato in Italia. Rappresenta il quinto livello del calcio italiano.

## Stagione
Come nella scorsa stagione, il campionato di Eccellenza Veneto è diviso in due gironi: girone A (comprende le squadre con la sede nella zona Ovest del Veneto e il Porto Viro) e girone B (squadre localizzate nella zona Est della regione). 
Al campionato di Eccellenza partecipano 32 squadre: 25 dello scorso campionato (le società Liventina e Opitergina si sono fuse), 1 retrocessa dalla Serie D (solamente il Villafranca Veronese perché il Sona Calcio non ha presentato domanda di iscrizione, il Portogruaro è stato ripescato in Serie D, il Montebelluna ha acquistato il titolo sportivo del Cartigliano rimanendo in Serie D), 5 promosse dalla Promozione Veneto (Mozzecane, Longare Castegnero, Porto Viro, Conegliano e Unione Cadoneghe) e il Favaro 1948, vincitore del Trofeo Veneto di Promozione, ripescato per completamento dell'organico. 
Le squadre vincitrici dei due gironi accedono direttamente alla Serie D, le squadre classificate dalla seconda alla quinta posizione in classifica si scontrano in gare di play-off e la vincitrice accede agli spareggi nazionali contro le squadre di Eccellenza delle altre regioni. Le squadre posizionate nelle ultime due posizioni in classifica di ciascun girone retrocedono nel campionato di Promozione insieme ad altre 2 per ogni girone decretate dai play-out.

## Girone A

### Squadre partecipanti
| Club                        | Città                              | Stadio                                                                | Stagione precedente     |
| --------------------------- | ---------------------------------- | --------------------------------------------------------------------- | ----------------------- |
| Academy Plateola            | Piazzola sul Brenta (PD)           | Stadio Comunale, Curtarolo (PD)                                       | 4º posto in Ecc. A      |
| Albignasego                 | Albignasego (PD)                   | Stadio "Massimo Montagna", Albignasego (PD)                           | 11º posto in Ecc. A     |
| Ambrosiana                  | Sant'Ambrogio di Valpolicella (VR) | Stadio "Italo e Giuseppe Bombana", Sant'Ambrogio di Valpolicella (VR) | 3º posto in Ecc. A      |
| Camisano                    | Camisano Vicentino (VI)            | Stadio "Cavalier Giovanni dal Maso", Camisano Vicentino (VI)          | 12º posto in Ecc. A     |
| Longare Castegnero          | Longare (VI) e Castegnero (VI)     | Stadio Comunale, Longare (VI)                                         | 1º posto in Promo. B    |
| Mestrinorubano              | Mestrino (PD)                      | Stadio "Francesco Bertocco", Mestrino (PD)                            | 9º posto in Ecc. A      |
| Montorio                    | Verona (Montorio)                  | Stadio Comunale, Verona Montorio (VR)                                 | 10º Posto in Ecc. A     |
| Mozzecane                   | Mozzecane (VR)                     | Stadio "Nereo Faccioli", Mozzecane (VR)                               | 1º posto in Promo. A    |
| Porto Viro                  | Porto Viro (RO)                    | Stadio Comunale, Porto Viro (RO)                                      | 1º posto in Promo. C    |
| Real Valpolicella           | Marano di Valpolicella (VR)        | Stadio Comunale, Valgatara (VR)                                       | 15º posto in Ecc. A     |
| Calcio Schio                | Schio (VI)                         | Stadio "Ivano de Rigo", Schio (VI)                                    | 8º posto in Ecc. A      |
| Union Eurocassola           | San Giuseppe di Cassola (VI)       | Stadio Comunale, San Giuseppe di Cassola (VI)                         | 7º posto in Ecc. A      |
| Unione La Rocca Altavilla   | Altavilla Vicentina (VI)           | Stadio "Paolo Rossi", Altavilla Vicentina (VI)                        | 5º posto in Ecc. A      |
| Vigasio                     | Vigasio (VR)                       | Stadio "Umberto Capone", Vigasio (VR)                                 | 6º posto in Ecc. A      |
| A.S.D. Villafranca Veronese | Villafranca di Verona (VR)         | Stadio Comunale, Villafranca di Verona (VR)                           | Retrocesso da Serie D/C |
| Virtus Cornedo              | Cornedo Vicentino (VI)             | Stadio "Alfonso Santagiuliana", Cornedo Vicentino (VI)                | 13º posto in Ecc. A     |

### Classifica
Aggiornata al 27 marzo 2024 
|  | Pos. | Squadra                   | Pt | G  | V  | N  | P  | GF | GS | DR  |
|  | ---- | ------------------------- | -- | -- | -- | -- | -- | -- | -- | --- |
|  | 1.   | Vigasio                   | 64 | 30 | 16 | 9  | 2  | 58 | 22 | +36 |
|  | 2.   | Unione La Rocca Altavilla | 53 | 30 | 12 | 11 | 3  | 50 | 29 | +21 |
|  | 3.   | Mestrinorubano            | 51 | 30 | 13 | 6  | 8  | 44 | 30 | +14 |
|  | 4.   | Porto Viro                | 50 | 30 | 12 | 8  | 7  | 30 | 24 | +6  |
|  | 5.   | Montorio (-1)             | 48 | 30 | 10 | 13 | 3  | 35 | 25 | +10 |
|  | 6.   | Villafranca Veronese      | 46 | 30 | 11 | 9  | 7  | 31 | 25 | +6  |
|  | 7.   | Ambrosiana                | 43 | 30 | 9  | 11 | 7  | 39 | 33 | +6  |
|  | 8.   | Mozzecane                 | 42 | 30 | 10 | 7  | 10 | 40 | 42 | -2  |
|  | 9.   | Schio                     | 38 | 30 | 9  | 8  | 10 | 41 | 42 | -1  |
|  | 10.  | Albignasego               | 37 | 30 | 8  | 10 | 9  | 33 | 35 | -2  |
|  | 11.  | Real Valpolicella         | 36 | 30 | 8  | 9  | 8  | 32 | 30 | -1  |
|  | 12.  | Longare Castegnero        | 36 | 30 | 8  | 8  | 10 | 28 | 40 | -4  |
|  | 13.  | Union Eurocassola         | 35 | 30 | 7  | 10 | 10 | 36 | 38 | -2  |
|  | 14.  | Camisano                  | 34 | 30 | 7  | 8  | 12 | 29 | 50 | -21 |
|  | 15.  | Academy Plateola          | 28 | 30 | 4  | 10 | 12 | 21 | 33 | -12 |
|  | 16.  | Virtus Cornedo            | 2  | 30 | 0  | 2  | 26 | 15 | 64 | -49 |

Legenda:
       Promosso in Serie D 2024-2025.
       ammesso agli spareggi nazionali.
 ammesso ai play-out.
       Retrocesso in Promozione 2024-2025.
Regolamento:
Tre punti a vittoria, uno a pareggio, zero a sconfitta.
In caso di arrivo di due o più squadre a pari punti, la graduatoria verrà stilata secondo la classifica avulsa tra le squadre interessate che prevede, in ordine, i seguenti criteri:
- Punti negli scontri diretti.
- Differenza reti negli scontri diretti.
- Differenza reti generale.
- Reti realizzate in generale.
- Sorteggio.

## Spareggi

### Play-off
|  | Semifinali | Semifinali                | Semifinali |                |   | Finale                    | Finale | Finale |  |
|  |            |                           |            |                |   |                           |        |        |  |
|  | 3          | Mestrinorubano            | 3          |                |   |                           |        |        |  |
|  | 3          | Mestrinorubano            | 3          |                |   |                           |        |        |  |
|  | 4          | Porto Viro                | 2          |                |   |                           |        |        |  |
|  | 4          | Porto Viro                | 2          |                | 2 | Unione La Rocca Altavilla | 1      |        |  |
|  |            |                           |            |                | 2 | Unione La Rocca Altavilla | 1      |        |  |
|  |            |                           | 3          | Mestrinorubano | 0 |                           |        |        |  |
|  | 2          | Unione La Rocca Altavilla | 3          | Mestrinorubano | 0 | 5                         |        |        |  |
|  | 2          | Unione La Rocca Altavilla |            |                |   |                           |        |        |  |
|  | 5          | Montorio                  | 0          |                |   |                           |        |        |  |

### Play-out
|             | Risultati |             | Luogo e data   |
| ----------- | --------- | ----------- | -------------- |
| Camisano    | 0-0       | EuroCassola | 7 maggio 2024  |
| EuroCassola | 1-0       | Camisano    | 12 maggio 2024 |

## Girone B

### Squadre partecipanti
| Club                        | Città                               | Stadio                                             | Stagione precedente                           |
| --------------------------- | ----------------------------------- | -------------------------------------------------- | --------------------------------------------- |
| Calvi Noale                 | Noale (VE)                          | Stadio Comunale, Noale (VE)                        | 2º posto in Ecc. B                            |
| Cavarzano Belluno           | Cavarzano (BL)                      | Stadio "Camp de Nogher", Belluno (BL)              | 10º posto in Ecc. B                           |
| Città di Caorle - La Salute | Caorle (VE)                         | Stadio "Giovanni Chiggiato", Caorle (VE)           | 11º posto in Ecc. B                           |
| F.C.D. Conegliano 1907      | Conegliano (TV)                     | Stadio "Narciso Soldan", Conegliano (TV)           | 1º posto in Promo. E                          |
| Eclisse CareniPievigina     | Pieve di Soligo (TV)                | Stadio "Raffaele d'Agostin", Pieve di Soligo (TV)  | 13º posto in Ecc. B                           |
| Favaro 1948                 | Favaro Veneto (VE)                  | Stadio Comunale, Favaro Veneto (VE)                | Vincitore Trofeo Veneto Promozione, ripescato |
| Giorgione 1911              | Castelfranco Veneto (TV)            | Stadio "Giuseppe Ostani", Castelfranco Veneto (TV) | 12º posto in Ecc. B                           |
| Godigese                    | Castello di Godego (TV)             | Stadio Comunale, Castello di Godego (TV)           | 4º posto in Ecc. B                            |
| Liapiave                    | San Polo di Piave (TV)              | Stadio "Giovanni Giol", San Polo di Piave (TV)     | 9º posto in Ecc. B                            |
| LiventinaOpitergina         | Motta di Livenza (TV) e Oderzo (TV) | Stadio "Opitergium", Oderzo (TV)                   | 5º posto in Ecc. B                            |
| Portomansuè                 | Portobuffolé e Mansuè (TV)          | Stadio Comunale, Mansuè (TV)                       | 3º posto in Ecc. B                            |
| San Donà 1922               | San Donà di Piave (VE)              | Stadio "Verino Zanutto", San Donà di Piave (VE)    | 6º posto in Ecc. B                            |
| Spinea                      | Spinea (VE)                         | Stadio "Salvador Allende", Spinea (VE)             | 14º posto in Ecc. B                           |
| Unione Cadoneghe            | Cadoneghe (PD)                      | Stadio "Martin Luther King", Mejaniga (PD)         | 1º posto in Promo. D                          |
| United Borgoricco Campetra  | Camposampiero (PD)                  | Stadio "Emanuele Mason", Camposampiero (PD)        | 7º posto in Ecc. B                            |
| Vittorio Falmec SM Colle    | Vittorio Veneto (TV)                | Stadio "Paolo Barison", Vittorio Veneto (TV)       | 8º posto in Ecc. B                            |

### Classifica
Aggiornata al 24 marzo 2024 
|  | Pos. | Squadra                     | Pt | G  | V  | N  | P  | GF | GS | DR  |
|  | ---- | --------------------------- | -- | -- | -- | -- | -- | -- | -- | --- |
|  | 1.   | Calvi Noale                 | 57 | 30 | 15 | 6  | 6  | 40 | 26 | +14 |
|  | 2.   | Sandonà                     | 55 | 30 | 14 | 8  | 5  | 42 | 23 | +19 |
|  | 3.   | Godigese                    | 55 | 30 | 14 | 6  | 7  | 47 | 27 | +20 |
|  | 4.   | Conegliano                  | 52 | 30 | 14 | 5  | 8  | 39 | 22 | +17 |
|  | 5.   | Portomansuè                 | 48 | 30 | 12 | 8  | 7  | 31 | 27 | +4  |
|  | 6.   | Vittorio SMC                | 47 | 30 | 10 | 10 | 6  | 36 | 23 | +13 |
|  | 7.   | United Borgoricco Campetra  | 45 | 30 | 11 | 7  | 9  | 39 | 33 | +6  |
|  | 8.   | Giorgione                   | 42 | 30 | 8  | 13 | 6  | 38 | 36 | +2  |
|  | 9.   | LiventinaOpitergina         | 41 | 30 | 11 | 4  | 12 | 37 | 33 | +4  |
|  | 10.  | Pievigina                   | 41 | 30 | 10 | 6  | 11 | 29 | 33 | -4  |
|  | 11.  | Spinea                      | 36 | 30 | 9  | 8  | 10 | 33 | 32 | +1  |
|  | 12.  | Liapiave                    | 36 | 30 | 9  | 6  | 11 | 31 | 39 | -8  |
|  | 13.  | Unione Cadoneghe            | 34 | 30 | 8  | 5  | 14 | 27 | 39 | -12 |
|  | 14.  | Cavarzano Belluno           | 32 | 30 | 7  | 6  | 14 | 24 | 42 | -18 |
|  | 15.  | Favaro                      | 21 | 30 | 6  | 3  | 18 | 23 | 50 | -27 |
|  | 16.  | Città di Caorle - La Salute | 16 | 30 | 3  | 7  | 17 | 28 | 59 | -31 |

Legenda:
       Promosso in Serie D 2024-2025.
       ammesso agli spareggi nazionali.
 ammesso ai play-out.
       Retrocesso in Promozione 2024-2025.
Regolamento:
Tre punti a vittoria, uno a pareggio, zero a sconfitta.
In caso di arrivo di due o più squadre a pari punti, la graduatoria verrà stilata secondo la classifica avulsa tra le squadre interessate che prevede, in ordine, i seguenti criteri:
- Punti negli scontri diretti.
- Differenza reti negli scontri diretti.
- Differenza reti generale.
- Reti realizzate in generale.
- Sorteggio.

## Spareggi

### Play-off
|  | Semifinali | Semifinali | Semifinali |            |   | Finale | Finale | Finale |  |
|  |            |            |            |            |   |        |        |        |  |
|  | 2          | San Donà   |            |            |   |        |        |        |  |
|  | 2          | San Donà   |            |            |   |        |        |        |  |
|  |            |            |            |            |   |        |        |        |  |
|  |            | San Donà   | San Donà   | 1          |   |        |        |        |  |
|  |            |            |            | 1          |   |        |        |        |  |
|  |            |            | Conegliano | Conegliano | 1 |        |        |        |  |
|  | 3          | Godigese   | Conegliano | Conegliano | 1 | 0      |        |        |  |
|  | 3          | Godigese   |            |            |   |        |        |        |  |
|  | 4          | Conegliano | 3          |            |   |        |        |        |  |

### Play-out
|                   | Risultati |                   | Luogo e data   |
| ----------------- | --------- | ----------------- | -------------- |
| Cavarzano Belluno | 4-0       | Unione Cadoneghe  | 7 maggio 2024  |
| Unione Cadoneghe  | 0-4       | Cavarzano Belluno | 12 maggio 2024 |